# Calyptranthes linearis
Calyptranthes linearis är en myrtenväxtart som beskrevs av Brother Alain. Calyptranthes linearis ingår i släktet Calyptranthes och familjen myrtenväxter. Inga underarter finns listade i Catalogue of Life.